# Mysmenopsis femoralis
Mysmenopsis femoralis är en spindelart som beskrevs av Simon 1897. Mysmenopsis femoralis ingår i släktet Mysmenopsis och familjen Mysmenidae. Inga underarter finns listade i Catalogue of Life.